# Distretto di Qingshan
Il distretto di Qingshan (青山区S, Qīngshān QūP) è un distretto della Cina, situato nella provincia di Hubei e amministrato dalla città sub-provinciale di Wuhan.